# Хулио Хименез
Хулио Хименез Муњоз (шп. Julio Jiménez Muñoz; Авила, 28. октобар 1934 — Авила, 8. јун 2022) био је шпански професионални бициклиста у периоду од 1959. до 1969. године. Троструки је победник брдске класификације на Тур де Франсу и Вуелта а Еспањи и један је од четири возача која су освојили брдску класификацију на Туру и Вуелти исте године. Познат је и по томе што је три године заредом победио на једном од најпознатијих успона на Тур де Франсу — на Кол де Турмалеу. У каријери је остварио 41 победу, од тога 21 на брдским завршницама.
Умро је 8. јуна 2022. у саобраћајној несрећи, када је са аутом ударио у зид.

## Каријера
Хименез је почео професионалну каријеру 1959. године, а прву победу остварио је наредне године, на трци гран при Лођо. 1961. је освојио четири етапе на Вуелта Колумбија трци, а 1962. је освојио по етапу на Критеријуму Дофине и Вуелта Каталонији, а затим је освојио национално брдско првенство. 1963. је освојио брдску класификацију на Вуелта а Еспањи, док је наредне године имао више успеха, победио је на две етапе на Вуелти и освојио брдску класификацију. У генералном пласману завршио је на петом месту, водио је велику борбу са Ремоном Пулидором пре него је посустао у финишу. Након Вуелте освојио је национално првенство у друмској вожњи. Исте године возио је и свој први Тур де Франс. Освојио је две етапе и завршио је на седмом месту у генералном пласману, у брдској класифијацији остао је иза, тада непркосновеног, Федерика Бајамонтеса.
1965. освојио је национално брдско првенство по други пут, а након тога етапу и брдску класификацију на Вуелта а Еспањи. На Туру је победио на две етапе и освојио брдску класификацију, наставивши тако шпанску доминацију, након Федерика Бајамонтеса, у генералном пласману завршио је на 23 месту. 1966. возио је Ђиро д’Италију по први пут, освојио је две етапе и четврто место у генералном пласману. На Тур де Франсу је победио на једној етапи и освојио је брдску класификацију. У генералном пласману завршио је на 13 месту.
1967. освојио је етапу на Туру Луксембурга, а на Вуелта а Еспањи је завршио на 20 месту. На Тур де Франсу остварио је највећи успех у каријери, освојио је друго место, оставши иза Рожеа Пинжеона 3'40". Те године је освојио брдску класификацију трећи пут заредом. 1968. је отворио победом на Бретањи, а наставио је на Маљорки. Након годину паузе, враћа се на Ђиро д’Италију, али опет је завршио други у брдској класифијацији, освојивши две етапе. У генералном пласману завршио је на 11 месту. Након Ђира, возио је свој задњи Тур де Франс, али је у брдској класифијацији завршио на трећем месту, а у генералном пласману на 30 месту.
1969. је возио Ђиро, није забиљежио победу, а у генералном пласману завршио је на 36 месту. На трци Трофеј Маријано Кањардо, завршио је на седмом месту. Хименез је на крају сезоне завршио каријеру.